# Thermaerobacter
Thermaerobacter es un género de bacterias. Son bacilos hipertermófilos aerobios estrictos heterótrofos, en su mayoría Gram positivos formadores de esporas. Su temperatura óptima de crecimiento está en 70-75 °C.
Un extremófilo barófilo notable es Thermaerobacter marianensis, encontrado en las fosas marinas más profundas del mundo, a casi 11.000 m de profundidad.
Taxonómicamente, está provisionalmente situado en la familia XVII del orden Clostridiales; sin embargo, el análisis filogenético del ARNr 16S sitúa las 5 especies conocidas de Thermaerobacter como el grupo más antiguo y divergente de Bacillota.